# Anton Zogaj
Anton (Antoni) Zogaj (ur. 26 lipca 1908 we wsi Kthellë të Mirditës, zm. 9 marca 1948 w Durrësie) – albański duchowny katolicki, ofiara prześladowań komunistycznych, błogosławiony Kościoła katolickiego.

## Życiorys
Urodził się w 1908 we wsi Kthelle w krainie Mirdytów, dzieciństwo spędził w Djakowicy. Kształcił się w seminarium w Szkodrze, a następnie wyjechał do Trauning w Austrii, gdzie odbył studia teologiczne. Wyświęcony na kapłana 26 kwietnia 1932. Po święceniach objął funkcję proboszcza w parafii Shna Prendes w Kurbinie, a następnie został przeniesiony do katedry katolickiej w Durrësie, gdzie objął funkcję proboszcza. W tym czasie pełnił także funkcję sekretarza biskupa Vinçenca Prennushiego i kierował kancelarią. W nocy 18/19 maja 1947 został aresztowany przez funkcjonariuszy Departamentu Obrony Ludu i osadzony w więzieniu w Durrësie. Sąd wojskowy 24 grudnia 1947 skazał Zogaja za współpracę z państwami zachodnimi, udzielanie pomocy przestępcom i działalność antypaństwową na karę śmierci. Po wydaniu wyroku przebywał ponad rok w więzieniu. Stracony przez rozstrzelanie 9 marca 1948 w Porto Romano, w pobliżu Durrësu.
Zogaj znajduje się w gronie 38 Albańczyków, którzy 5 listopada 2016 w Szkodrze zostali ogłoszeni błogosławionymi. Beatyfikacja ofiar komunizmu, którzy zginęli "in odium fidei" została zaaprobowana przez papieża Franciszka 26 kwietnia 2016. Imię Zogaja nosi jedna z ulic w Tiranie (dzielnica Paskuqan).